# Grzegorz Wierzchołowski
Grzegorz Wierzchołowski (ur. 9 stycznia 1983 w Olsztynie) – polski dziennikarz, od 2009 r. redaktor naczelny portalu Niezalezna.pl.

## Życiorys
Ukończył filmoznawstwo na Uniwersytecie Jagiellońskim. Publikuje w „Gazecie Polskiej”, „Gazecie Polskiej Codziennie” i miesięczniku „Nowe Państwo”. Współautor książkowego wydania specjalnego „Nowego Państwa” pt. „Smoleńsk: Kulisy katastrofy” o katastrofie smoleńskiej. Wcześniej pisał m.in. w tygodniku „Najwyższy Czas!”.
W 2012 r. laureat Nagrody Watergate Stowarzyszenia Dziennikarzy Polskich (wspólnie z Leszkiem Misiakiem) przyznawanej za dziennikarstwo śledcze. Współautor książki „Musieli zginąć” poświęconej katastrofie smoleńskiej. Jeden z bohaterów publikacji Mariusza Pilisa "Upadek Rzeczypospolitej", poświęconej tzw. drugiemu obiegowi medialnemu. Autor książki "Jak wygrać wybory samorządowe" (2014).
W 2004 r. zdobywca wyróżnienia w „Konkursie dla Młodych Dziennikarzy”, organizowanym w 2004 r. przez tygodnik „Wprost” oraz ambasadę USA w Polsce.
Współautor zamieszczonego w „Gazecie Polskiej” cyklu tekstów śledczych, po których minister kultury Bogdan Zdrojewski odwołał z funkcji dyrektora Łazienek Królewskich Jacka Czeczota-Gawraka. Po tej decyzji Janusz Palikot, opisany w artykule jako znajomy Czeczota-Gawraka, groził „Gazecie Polskiej” pozwem, domagając się 1,5 mln zł.